# German (Nowy Jork)
German – miasto w Stanach Zjednoczonych, w stanie Nowy Jork, w hrabstwie Chenango.